# 1058
Високе Середньовіччя  •  Золота доба ісламу  •  Реконкіста  •  Київська Русь

## Геополітична ситуація
Візантію очолює Ісаак I Комнін. Малолітній Генріх IV є королем Німеччини, а Генріх I править у Франції.
Апеннінський півострів розділений між численними державами: північ належить Священній Римській імперії, середню частину займає Папська область, на південь від Римської області лежать невеликі незалежні герцогства, південна частина півострова належить частково Візантії, а частково окупована норманами. Південь Піренейського півострова займають численні емірати, що утворилися після розпаду Кордовського халіфату. Північну частину півострова займають християнські Кастилія, Леон (Астурія, Галісія), Наварра, Арагон та Барселона. Едвард Сповідник править Англією, Гаральд III Суворий є королем Норвегії, а Свейн II Данський — Данії.
У Київській Русі триває княжіння Ізяслава Ярославича. У Польщі княжить Болеслав II Сміливий. У Хорватії почав правити Петар Крешимир IV. На чолі королівства Угорщина стоїть Андраш I.
Аббасидський халіфат очолює аль-Каїм, в Єгипті владу утримують Фатіміди, почалося піднесення Альморавідів, в Середній Азії правлять Караханіди, Хорасан окупували сельджуки, а Газневіди захопили частину Індії. У Китаї продовжується правління династії Сун. Значними державами Індії є Пала, Чола. В Японії триває період Хей'ан.

## Події
- Після смерті Віктора II новим папою римським обрано Бенедикта X, однак це сталося проти волі покійного папи дочекатися перед виборами повернення Гільдебранда з Німеччини.
- Після повернення Гільдебранда вибори папи було визнано незаконними. Бенедикта X було оголошено антипапою. Новим папою обрано Миколая II.
- Нормани захопили Апулію та Калабрію.
- Візантійський імператор Ісаак I Комнін змістив константинопольського патріарха Михайла Кіруларія через надмірне прагнення до влади.
- Поділ Польщі між синами Казимира Болеславом, Владиславом і, гіпотетично, Мешком.
- Королем Хорватії та Далмації став Петар Крешимир IV.
- Малькольм III став королем Шотландії.
- Аббасидський халіф проголосив Тогрул-бека султаном. Однак, серед селджукідів зав'язалася міжусобиця, й Багдад на деякий час захопили Фатіміди.
- В Індії заснований храм Брахмешвара.